# الجاوا
الجاوا (به لاتین: Aljava) یک روستا در استونی است که در شهرستان ساره واقع شده‌است.